# Actinodura souliei
La actinodura de Tonkín (Actinodura souliei) es una especie de ave paseriforme de la familia Leiothrichidae propia del sur de China y norte de Vietnam. Su hábitat natural son los bosques subtropicales húmedos.